# Knopsstraße 43–45 (Mönchengladbach)

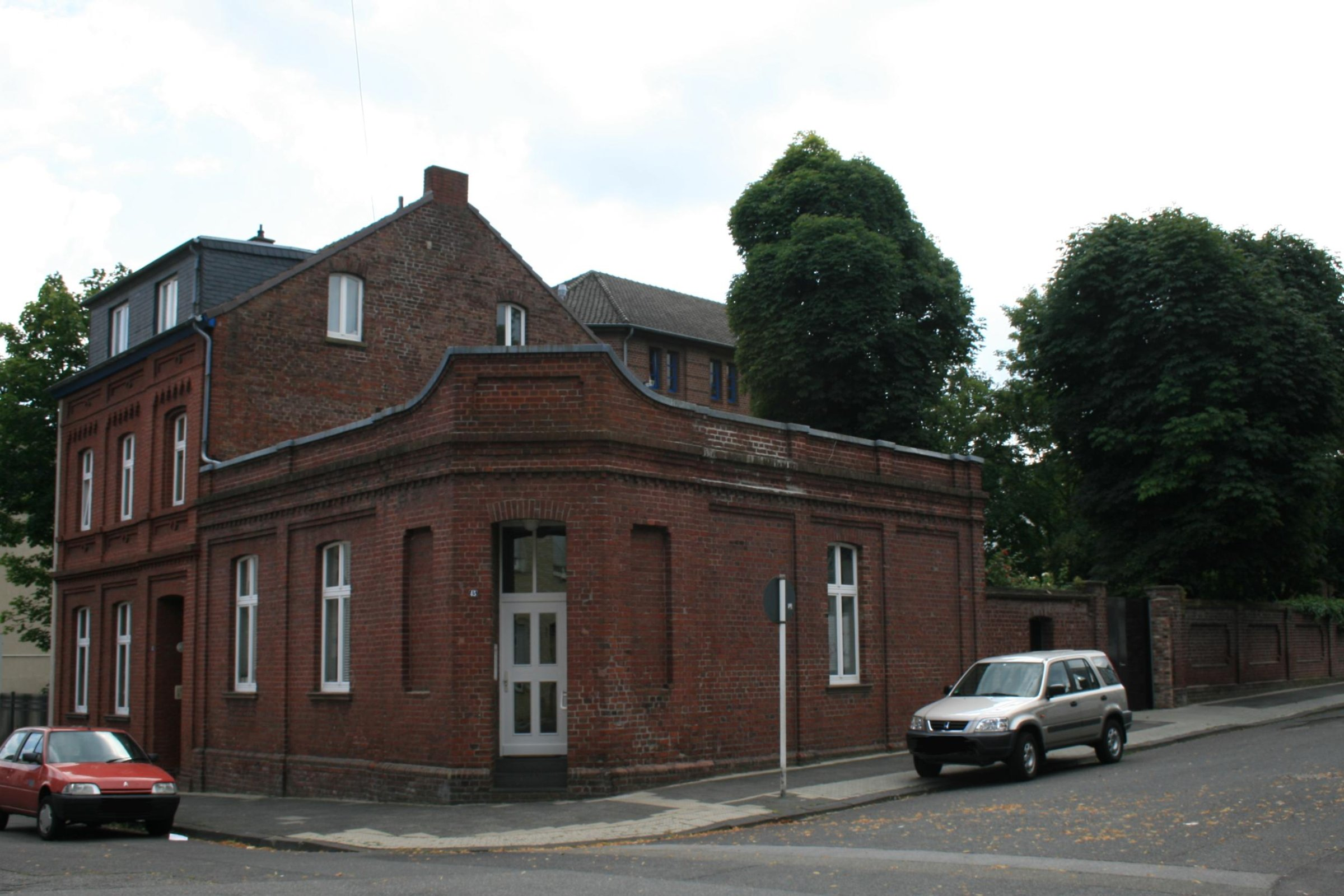
Wohnhaus mit eingeschlossenem Anbau (2010)

Das Wohnhaus Knopsstraße 43/45 steht in Mönchengladbach (Nordrhein-Westfalen) im Stadtteil Westend.
Das Gebäude wurde 1879 erbaut. Es wurde unter Nr. K 019  am 14. Mai 1985 in die Denkmalliste der Stadt Mönchengladbach eingetragen.

## Architektur
Es handelt sich um ein zweigeschossiges, satteldachgedecktes Traufenhaus von drei Fensterachsen mit Dachdrempel und niedrigem Kellersockel, an das sich zur Straßenecke hin ein flachgedeckter, eingeschossiger über quadratischem Grundriss errichteter Anbau mit abgeschrägtem Eckjoch anschließt. Die Baugruppe vervollständigt eine Umfriedungsmauer, die das baumbestandene Hofgrundstück gegen die Alexianerstraße abgrenzt. Das Wohnhaus wurde 1879, der Kindergarten 1905 erbaut.
In Verbindung mit dem denkmalgeschützten Transformatorenhaus Nr. 37–41 bilden das ehemalige Lehrerwohnhaus und der Anbau des Kindergartens eine Baugruppe von städtebaulichem Wert.